# 克里斯·西維
克里斯·西維（Christopher Mark Sievey，1955年8月25日—2010年6月21日）是一位英國音樂家和喜劇演員，因在1970年代末和1980年代初擔任大新鮮樂團（Freshies）的主唱而聞名，並從1984年起以其喜劇角色法蘭克·塞德波頓（Frank Sidebottom）而聞名。 
在20世紀80年代末和90年代初，克里斯·西維以法蘭克·克塞德波頓的身份經常在西北電視台（North West Television）露面，甚至成為格拉納達新聞報導（Granada Reports）的記者。後來，他為位於曼徹斯特的多元視野電視台其下Channel M頻道主持了《法蘭克·塞德波頓的黑白泰利秀》（Frank Sidebottom's Proper Telly Show in B/W）。在他的整個職業生涯中，法蘭克．塞德波頓與馬克與拉德（Mark and Lard）一起在曼徹斯特的皮卡迪利電台、BBC廣播一台和BBC廣播五台等電台露面。  

## 生平

### 早年生活和事業（1955-1976）
克里斯·西維在柴郡塞爾的Ashton-on-Mersey長大（距离廷珀利2.5英里）。 
1969年，14歲的克里斯·西維開始創作和錄製自己的音樂，15歲時在當地樂隊中演奏。 1971年，他和他的兄弟搭便車到倫敦，在蘋果唱片總部靜坐，要求去看披頭四樂隊的一員。當他們被要求離開時，他們堅持要錄製，並在向A&R的負責人Tony King播放了一首歌曲後被預定進入錄音室。克里斯·西維隨後錄製了幾首樣帶，並將其發送給各家唱片公司，收到許多拒絕信，後來他將這些信彙編成一本書。 由於無法獲得青睞，他於1974年成立了自己的Razz廠牌。 
克里斯·西維在1975年和1976 年以他自己的名義發行了兩盒錄音帶——《穿藍色牛仔褲的女孩》（Girl in My Blue Jeans） 和《所有睡眠的秘密》 （All Sleeps Secrets） 。 

### 大新鮮樂團時期（1977–1982）
1977年，克里斯·西維組建了大新鮮樂團 ，其他音樂家也參與其中，包括馬丁·傑克遜（Martin Jackson） 、比利·達菲（Billy Duffy）和前The Nosebleeds樂隊貝斯手里克·薩科（Rick Sarko）。 1978年至1983年間發行了一系列單曲和幾盒錄音帶，其中大部分記在大新鮮樂團名下，但偶尔也被列为克里斯·西維與大新鮮樂團（Chris Sievey & the Freshies）。  1981年，克里斯·西維演奏前Jilted John明星Graham Fellows組建的樂隊Going Red?的《Some Boys》。  大新鮮樂團在英國最熱門的歌曲是《我愛上了曼徹斯特維珍超市結賬台上的女孩》（I'm in Love with the Girl on the Manchester Virgin Megastore Checkout Desk），最初由他自己的 Razz廠牌（RAZZ 10）發行，後來由美國大公司馬華唱片重新發行，標題略有不同（《我愛上了曼徹斯特某超市結賬台上的女孩》（I'm in Love with the Girl on a Certain Manchester Megastore Checkout Desk）），因為有人反對使用維珍品牌名稱。該唱片最高記錄在第54位。他們憑藉《我的錄音帶不見了》（My Tape's Gone）、《沒有錢》（No Money）/《噢，女孩》（Oh Girl）和《黃色斑點》（Yellow Spot）在曼徹斯特地區取得了區域性的成功。
BBC廣播一台 ，特别是邁克·雷德（Mike Read）給了大新鮮樂團很多播放機會，尤其是馬華唱片發行的歌曲。在《我愛上了曼徹斯特某超市結賬台上的女孩》的成功之後，他們又發行了更多的單曲，《包圍火箭隊》（Wrap Up the Rockets）和《我無法獲得淚珠爆炸樂隊的「彈跳嬰兒」》（I Can't Get 'Bouncing Babies' by the Teardrop Explodes），雖然在曼徹斯特地區取得了商業上的成功，但他們沒能進入全國排行榜。他們又發行了2盒錄音帶，《曼徹斯特玩轉大新鮮樂團》（Manchester Plays the Freshies）和《倫敦玩轉大新鮮樂團》 （London Plays the Freshies），這兩盒錄音帶基本上都是對當地和全國唱片騎師的廣播採訪以及每個城市的音樂會錄音。克里斯在這個階段寫了他的第一張唱片，《約翰尼·雷達的故事》（The Johnny Rader Story），由於各種法律和合同的複雜性，它從未以黑膠唱片形式發行，但有錄音帶的原版副本在流通（儘管數量很少）。
1982年2月，克里斯·西維放棄了大新鮮樂團的四重奏陣容，並與Barbara O'Donovan重新組成了二人組。 二人版的大新鮮樂團發行了一首單曲《繫上安全帶》（Fasten Your Seat Belts）。 1982年，他發行了迷你專輯《詆毀現狀》（Denigration Now），這是他自1976年的《所有睡眠的秘密》以來在大新鮮樂團以外的第一部作品。
第二年，他發行了個人專輯《偽裝》（Camouflage），A面是一首歌，B面是電腦程式。

### 法蘭克·塞德波頓時期（1984–1994）
法蘭克·塞德波頓角色首次出現在1984年克里斯·西維與大新鮮樂團的無標題迷你專輯中，在法蘭克與克里斯交談的口語曲目中。 
這個人物因其巨大的球狀頭顱而被一眼認出，其風格類似於早期的馬克斯·弗萊舍爾（Max Fleischer）動畫片。頭顱最初是用紙漿製成的，但後來是用玻璃纖維製成的。在紀錄片《法蘭克的B面人生》（Being Frank: The Chris Sievey Story）中，馬丁·西維（Martin Sievey，克里斯的哥哥）表示這是用灰泥制成的。 
法蘭克通常身著20世紀50年代風格的筆挺西裝，被描繪成一個來自奧爾特靈厄姆附近的小村庄廷珀利的有抱負的流行明星。他的性格開朗樂觀，熱情洋溢，似乎對自己的失敗視而不見。雖然據說他已經35歲了（無論時間如何流逝，法蘭克的年齡總是被認為是35歲），但他仍然和他的母親一起住在家裡，他經常提到他的母親。他的母親顯然沒有意識到她兒子的受歡迎程度。法蘭克有時會有一個「小法蘭克」為形式的伙伴，是一個手偶，但其他方面是法蘭克的完美複製品。
喜劇人物默頓夫人最初是法蘭克在他的廣播節目《廷珀利電台》（Radio Timperley）中的搭檔，人物的相似性顯而易見，散發著一種巨大的野心，掩蓋了英格蘭北部的家庭生活方式。法蘭克·塞德波頓的前樂團「天啊」大樂團成員包括馬克·拉德克利夫（Mark Radcliffe）和喬恩·隆森（Jon Ronson） ，  ，他當時的司機是英國主持人、電台DJ和廣播電視製作人克里斯·埃文斯（Chris Evans） 。 
創作角色後，克里斯·西維會立即錄製角色封面《拜金男孩》（Material Boy），並將其發送給幾家主要唱片公司，並附註「我正在考慮進入演藝圈，你有小冊子嗎？」唱片公司EMI很感興趣，並為他提供了一次採訪。克里斯以法蘭克的身份出現，並與他們的子廠牌Regal Zonophone簽約。
Zonophone在1985年8月發行了他的第三張迷你專輯《法蘭克·塞德波頓堅定的最愛》（Frank's Sidebottom's Firm Favorites）。 此前，他曾在1985年以法蘭克的名義自行發行了兩張迷你專輯，名为《弗蘭克的夏季特輯》（Frank's Summer Special），以及早期版本的《堅定的最愛》（Firm Favorites）。這張迷你專輯1985年8月31日在英國排行榜上達到了97位，然後下降至沒有排名。為了宣傳這張迷你專輯，他首次亮相獨立電視網電視節目《TX》。
他的第二張Zonophone發行的迷你專輯《天啊，今天是聖誕節》（Oh Blimey, It's Christmas）的排行榜比第一張略高，最高排在第87位。很可能是他的第三張Zonophone發行的迷你專輯《科幻片》（Sci-Fi）的失敗，導致他被唱片公司放棄。之後，他与馬克·萊利（Marc Riley）的In Tape公司簽約，後來他在該唱片公司發行兩張專輯和四張迷你專輯。 
儘管這些迷你專輯在榜單上取得的成功微乎其微，但法蘭克已經培養了一批崇拜者，使他能夠在英格蘭北部和倫敦吸引500名以上的觀眾。他在全國範圍內廣泛巡迴演出的行為奠定其地位，表演通常不同於直接的單口相聲，而是以新奇的內容（例如湯博拉和人群互動）為特色變化而來，有時演出還包括講座。與當時的另類喜劇演員相比，法蘭克的喜剧的喜劇是對家庭友好的，然而對一些人來說有點怪異。這種家庭友好的性質導致弗蘭克在1986年推出的兒童周刊漫畫《Oink!》中開始連載自己的漫畫。
他的伴奏樂隊被稱為「天啊」樂團（Oh Blimey Band），由鼓手邁克·多爾蒂（Mike Doherty）、吉他手里克·薩科（Rick Sarko）（兩人以前都是大新鮮樂團的成員）、貝斯手帕特里克·加拉格爾（Patrick Gallagher）以及後來的鍵盤手喬恩·隆森（Jon Ronson）組成。 
在巡迴演出的同時，法蘭克成為ITV兒童節目《第73號》最後兩季的半固定演員， 最終被納入其衍生的節目《7T3》。 
1987年，弗蘭克發行了他的第一張專輯，名為《神奇的故事》（Fantastic Tales）的口語錄音帶，通過他自己的11:37廠牌發行。他的第一張音樂專輯，名為《5:9:88》，一年後由In Tape發行了黑膠唱片。這張專輯介紹了由卡羅琳·阿赫恩（Caroline Aherne）扮演的角色默顿夫人。 卡羅琳·阿赫恩繼續使用這個角色作為喜劇角色，出現了自己的電視節目《默頓夫人秀》（The Mrs Merton Show），開啟其喜劇演員的電視生涯。克里斯和樂隊雖然對一個為法蘭克創造的角色的成功感到不滿，但並不反感，鼓手邁克·多赫蒂（Mike Doherty）表示，雖然她取了這個角色的名字，但她已經把她自己的東西製作出來了。
法蘭克可能在西北英格蘭最受歡迎，在那裡他的成功与曼徹斯特場景相提並論，有一段時間是地區獨立電視網格拉納達的常客，甚至在其地區新聞節目《格拉納達新聞報導》（Granada Reports）擔任記者。
除了頻繁出現在電視節目中，法蘭克·塞德波頓的角色還與馬克與拉德（Mark and Lard）一起出現在電台，如曼徹斯特的皮卡迪利電台以及BBC廣播一台和BBC廣播五台等電台。  
喬恩·隆森於1987年首次與法蘭克的「天啊」樂團合作，當時他們原來的鍵盤手馬克·拉德克利夫（Mark Radcliffe）無法參加在倫敦SE11的Kennington Oval的The Cricketers酒吧的演出，喬恩是中央倫敦理工學院社交秘書，並認識作為經紀人的麥克·多爾蒂（Mike Doherty）。 在演出結束時的樂隊介紹中，喬恩注意到對他的出現有負面的反應，但發現他的麥克風幾乎被完全靜音了，使他完全沒有被觀眾聽到。儘管如此，一年後，他獲得並接受了樂團的全職職位。 
同年，法蘭克被收錄於在慈善專輯《佩珀軍士認識我的父親》（Sgt. Pepper Knew My Father），其中包括蜜雪兒·沙克德（Michelle Shocked） 、 The Christians樂團 、 音速青春 、比利·布瑞格（Billy Bragg） 、 Hue and Cry樂團、 墮落樂團和濕濕濕樂團等其他音樂人。  後來，後來，他為另一張披頭四樂隊致敬專輯《九號革命》（Revolution No.9）錄製了《飛翔》（Flying）。 
1989年，克里斯·西維重新組建了「天啊」樂團（Oh Blimey Band），引進了剛解散的本地樂隊沙漠狼（Desert Wolves）中的理查德·瓊斯（Richard Jones）擔任貝斯手，同時還有一位新的吉他手和薩克斯手。克里斯想給樂隊一個更專業的聲音，並預定了一個30天的巡演，這是樂隊有史以來最長的一次。這個新的陣容是成員之間關係緊張的一個來源，理查德·瓊斯（Richard Jones）和喬恩·隆森（Jon Ronson）幾乎立刻就不喜歡對方了。
這次巡演和其新聲音被觀眾和評論家們抨擊，導致克里斯·西維在1990年放棄了新的陣容，而是選擇從那時起進行獨唱。
在此之後，法蘭克開始半定期地在ITV節目的最後一季和《第73號》的續作《喋喋不休》（Motormouth）中客串， 以及在英國第四台的多次露面，包括由托尼·威爾遜主持的英國版遊戲節目《電視遙控器》（Remote Control），每週他都會向參賽者提出「法弗蘭克的神奇問題」。 這些露面的受歡迎程度使他在網絡上有了自己的節目——《法蘭克·塞德波頓的神奇棚屋秀》（Frank Sidebottom's Fantastic Shed Show），該節目在1992年持續了一季。之後，他轉到《怎麼了，醫生？》（What's Up Doc?）演出，克里斯不僅扮演法蘭克·塞德波頓，還創造了經常出現的片段「阿米巴人的生活」（Life with the Amoebas）環節。 在首兩季結束後，克里斯離開了該節目。

### 法蘭克退休、定格動畫作品和的個人創業失敗時期（1995-2004）
20世紀90年代中期，法蘭克此角色開始越来越少地公開露面，然後似乎就退休了。在此期間，克里斯·西維開始創作一張名為《74分鐘的生活》（Life in 74 Minutes）的個人專輯，後來放棄了。 2000年，他開始從事定格動畫工作，並成為兒童電視動畫《建築師巴布》第4-6季的正式工作人員，以及兒童黏土動畫《企鵝家族》第四季的編劇。
2003年，克里斯開始著手製作一張名為《錫利群島自動化》（Scilly Automatic）的新專輯。其中一首歌曲《Lazy Rising More Slowly, Where R.U, Oh 'Chele》收錄於2019年紀錄片《法蘭克的B面人生》（Being Frank: The Chris Sievey Story）的花絮和稀有曲目彙編中。 

### 法蘭克復出時期（2005–2010）
法蘭克在20世紀90年代末已經淡出了人們的視線，很少出現在電視上或現場，但是，2005年12月在曼徹斯特的Club Indigo Vs Manic Street Mania的一次性演出似乎成為了復出的催化劑。
2006年，法蘭克重新出現在曼徹斯特地區的地方電視Channel M。他的新節目《法蘭克·塞德波頓的黑白泰利秀》（Frank Sidebottom's Proper Telly Show in B/W）以名人嘉賓和動畫為特色。每個節目的第一次播放都是黑白的（「所以你不必把顏色調低」）而隨後的重播則是全彩的。他還五次亮相倫敦廣播公司的Iain Lee的節目，並在許多社區廣播電台如《永遠的曼徹斯特》（Forever Manchester）中出現。法蘭克以檢驗圖的形式出現在Channel M的深夜節目中，他和小法蘭克在模仿經典檢驗圖F的畫面中滔滔不絕地唱歌。
2007年3月6日，在愛爾蘭RTÉ2電視頻道的《波奇和羅奇秀》（The Podge and Rodge Show）的一集中，他出現在他們的「Sham-Rock」才藝部分，表演了史密斯樂團的串燒歌曲。他從評委詹姆斯·内斯比特和格倫達·吉爾森手中獲得了22分的總分，使他在該系列迄今為止表演排名第一。
2007年7月4日至8月4日期間，法蘭克在倫敦泰特不列顛美術館旁邊的車路士空間畫廊展出了他創作的繪畫、動畫和紙板展覽。他還於2007年8月3日在泰特不列顛博物館展出作品《遲》（Late）。  
他出現在BBC Scotland的《外傳》（VideoGaiden）的第三系列聖誕特備節目中表演了《聖誕節真的很美妙》（Christmas is Really Fantastic），後來還出現在第三系列的頒獎節目中，以及最後的網絡獨家劇集《關閉》（Closedown）。法蘭克在 2009 年的《FIFA 10》電子遊戲廣告中以曼聯球迷的身份短暫出現。 
法蘭克在2007年的布魯姆節（Bloom Festival）和2008年的Kendal Calling音樂藝術節演出。 在2009年末和2010年初，他參與約翰·庫珀·克拉克在英國的巡迴演出。
弗蘭克的最後一次職業演出是2010年6月4日在沃靈頓的金字塔藝術中心。 他最後一次個人露面是2010年6月11日在曼徹斯特高漆咸街的Salutation酒吧，當時他推出了他的世界盃單曲《三件襯衫上陣》（Three Shirts on the Line）。 
2010年6月克里斯·西維去世後，一個社交網絡運動被發起，為法蘭克贏得了他在英國的第一首熱門歌曲， 《猜猜誰參加了當天的比賽》（Guess Who's Been on Match of the Day）進入排行榜，排名第66位。  2010年12月，法蘭克·塞德波頓1986年的歌曲《聖誕節真的很美妙》（Christmas is Really Fantastic）被重新發行，試圖成為聖誕節的排行第一名。 

## 電視作品

### 早期亮相和《第73號》（1985-1988）
克里斯·西維最早的電視亮是在兒童電視節目《TX》，在他的第一張Zonophone迷你專輯發行後不久，他以法蘭克·塞德波頓的身份接受採訪。次年，克里斯客串出演了英國電視劇《第73號》第六季，此後，他扮演的法蘭克將成為該劇最後兩季的固定演員。 克里斯被帶到該節目的短篇外傳劇集《7T3》中，在早期的兩集中扮演法蘭克，然後在後半部分扮演一個叫Reg的角色。 Reg是克里斯在電視上扮演與法蘭克·塞德波頓無關的角色的少數例子之一。

### 《法蘭克·塞德波頓的神奇棚屋秀》/ 《怎麼了，醫生？》（1989–1998）
在《7T3》結束三年後，法蘭克成為兒童電視連續劇《喋喋不休》（Motormouth）第四季也是最後一季的常規演員。在《喋喋不休》取消後，法蘭克獲得了自己的節目，名為《法蘭克·塞德波頓的神奇棚屋秀》（Frank Sidebottom's Fantastic Shed Show），這是一個在1992年播出的電視節目，由克里斯·西維扮演虛構人物法蘭克·塞德波頓。 嘉賓包括Caroline Aherne 、 Phil Cornwell 、Midge Ure 、Gerry Anderson 、 The Farm 、Pop Will Eat Itself 、 Oceanic和Keith Chegwin 。該節目由戴夫·貝倫斯为ITV約克郡電視台制作，並在ITV獨立電視網播出。 該節目只持續了一季。節目結束後，克里斯成為了《怎麼了，醫生？》（What's Up Doc）前兩季的常規演員。在該節目中，除了飾演法蘭克外，克里斯還飾演夢幻先生（Mr. Fantastico，在第一季後被刪除）和阿米巴人的生活（Life with the Amoebas）。
在20世紀90年代剩下的時間裡，法蘭克在電視上的亮相逐漸減少，他不再作為任何節目的固定演員，但偶爾會露面。

### 《建築師巴布》和其他作品（2000–2005）
在法蘭克·塞德波頓此角色退休後，克里斯·西維成為定格動畫系列《建築師巴布》第四季的道具設計師和佈景師。克里斯一直是劇組成員，直到第六季，但在2005年之前繼續為該劇的特備節目工作。 2003年，他成為《Fun寶寶》（Fimbles）的編劇，然後在2004年，成為瑞士定格動畫節目《企鵝家族》的英國復興版的編劇。

### 《法蘭克·塞德波頓的黑白泰利秀》/ 最後一次亮相（2006-2008）
2006 年，克里斯憑藉短篇電視連續期《法蘭克·塞德波頓的黑白泰利秀》（Frank Sidebottom's Proper Telly Show）使法蘭克·塞德波頓此角色重新流行。整个2007年，弗蘭克在電視上多次亮相，然後發布了他的最後一個項目——《神奇的廷珀利之旅》（Magical Timperley Tour），作為一部短片，講述了法蘭克帶著他的100個朋友在人物的家鄉廷珀利遊覽。

### 影視作品列表
| 年份 | 名稱                                                       | 角色                                                        | 導演 | 備註                          |
| ---- | ---------------------------------------------------------- | ----------------------------------------------------------- | --- | ----------------------------- |
| 1985 | TX：第十六集                                               | 演員（飾演法蘭克·塞德波頓）                                 | Richard Bradley & Tim Sullivan                                                                                  | 法蘭克·塞德波頓的首次電視亮相 |
| 1986 | 第73號：坐下                                               | 演員（飾演法蘭克·塞德波頓）                                 | Janie Grace | 電視亮相                      |
| 1987 | 第73號（第七季）                                           | 演員（飾演法蘭克·塞德波頓）                                 | Unknown | 電視節目                      |
| 1987 | 第73號（第八季）                                           | 演員（飾演法蘭克·塞德波頓）                                 | Graeme Matthews                                                                                                 | 電視節目                      |
| 1988 | 7T3                                                        | 演員（飾演法蘭克·塞德波頓、雷格）                           | Unknown | 電視節目                      |
| 1989 | Kazuko's Karaoke Klub: 15 July 1989                        | 演員（飾演法蘭克·塞德波頓）                                 | Unknown | 電視亮相                      |
| 1991 | 喋喋不休（第四季）                                         | 演員（飾演法蘭克·塞德波頓、小法蘭克），配樂                 | Graham C. Williams, J. Nigel Pickard, Simon Pearce, Michael Kerrigan, & Nick Bigsby                             | 電視節目                      |
| 1992 | 法蘭克·塞德波頓的神奇棚屋秀                                | 演員（飾演法蘭克·塞德波頓），編劇                           | Dave Behrens | 電視節目                      |
| 1992 | 怎麼了，醫生？ （第一季）                                  | 演員（飾演阿米巴人的生活、法蘭克·塞德波頓、神奇先生），配樂 | Bob Collins & Simon Pearce                                                                                      | 電視節目                      |
| 1993 | 怎麼了，醫生？ （第二季）                                  | 演員（飾演阿米巴人的生活、法蘭克·塞德波頓），配樂           | Bob Collins | 電視節目                      |
| 1994 | Something for the Weekend: 1 July 1994                     | 演員（飾演法蘭克·塞德波頓）                                 | Dave Behrens | 電視亮相                      |
| 1998 | Endurance UK                                               | 演員（飾演法蘭克·塞德波頓）                                 | Unknown | 電視亮相                      |
| 2000 | 建築師巴布（第四季）                                       | 道具和場景佈置                                              | Liz Whitaker, Brian Little, Nick Herbert & Sarah Ball                                                           | 電視節目                      |
| 2001 | 建築師巴布（第五季）                                       | 道具和場景佈置                                              | Liz Whitaker, Brian Little, Nick Herbert & Sarah Ball                                                           | 電視節目                      |
| 2001 | 建築師巴布：一個值得紀念的聖誕節                           | 道具                                                        | Sarah Ball | 電影                          |
| 2002 | 建築師巴布（第六季）                                       | 道具和場景佈置                                              | Liz Whitaker & Nick Herbert                                                                                     | 電視節目                      |
| 2002 | Gina and Stella                                            | 配音演員（飾演法蘭克·塞德波頓）                             | Sarah Ball | 短篇電影                      |
| 2003 | 建築師巴布：羅夫特的長篇小說                               | 道具和場景佈置                                              | Liz Whitaker | 電視劇集                      |
| 2003 | 建築師巴布：修復騎士團                                     | 藝術總監助理                                                | Sarah Ball | 短篇電影                      |
| 2003 | Fun寶寶                                                    | 編劇                                                        | Helen Sheppard                                                                                                  | 電視節目                      |
| 2004 | 企鵝家族（第五季）                                         | 編劇                                                        | Liz Whitaker & Steve Cox                                                                                        | 電視節目                      |
| 2004 | 建築師巴布：雪中送炭                                       | 藝術總監助理                                                | Sarah Ball & Jocelyn Stevenson                                                                                  | 短篇電影                      |
| 2004 | 建築師巴布：當巴布成為一名建築師                           | 藝術總監助理                                                | Andy Burns, Gilly Fogg & Geoff Walker                                                                           | 短篇電影                      |
| 2005 | 建築師巴布：巴布的大計                                     | 藝術總監助理                                                | Jackie Cockle & Sarah Ball                                                                                      | 電視劇集                      |
| 2006 | 法蘭克·塞德波頓的黑白泰利秀（第一季）                      | 演員（飾演法蘭克·塞德波頓），編劇                           | Unknown | 電視節目                      |
| 2007 | 法蘭克·塞德波頓的黑白泰利秀（第二季）                      | 演員（飾演法蘭克·塞德波頓），編劇                           | Unknown | 電視節目                      |
| 2007 | The Comedy Map of Britain: 第四集                          | 演員（飾演法蘭克·塞德波頓）                                 | Ellen Evans & Matt O'Casey                                                                                      | 電視亮相                      |
| 2007 | 波奇和羅奇秀 （第二季）：第三十集                          | 演員（飾演法蘭克·塞德波頓）                                 | Unknown | 電視亮相                      |
| 2007 | The Most Annoying Pop Songs.... We Hate to Love: Episode 3 | 演員（飾演法蘭克·塞德波頓）                                 | Gareth Cornick, Nick Cory Wright, Richard Dean, Chris Hill, Kevin Hylands, Lindsay Jex, Kate Morey & Lyn Rowett | 電視亮相                      |
| 2007 | Comic Relief (I'm Gonna Be) 500 Miles                      | 演員（飾演法蘭克·塞德波頓）                                 | Peter Kay | 電影                          |
| 2008 | 神奇的廷珀利之旅                                           | 演員（飾演法蘭克·塞德波頓），配樂                           | Steve Sullivan                                                                                                  | 短篇電影                      |

## 獎項和榮譽

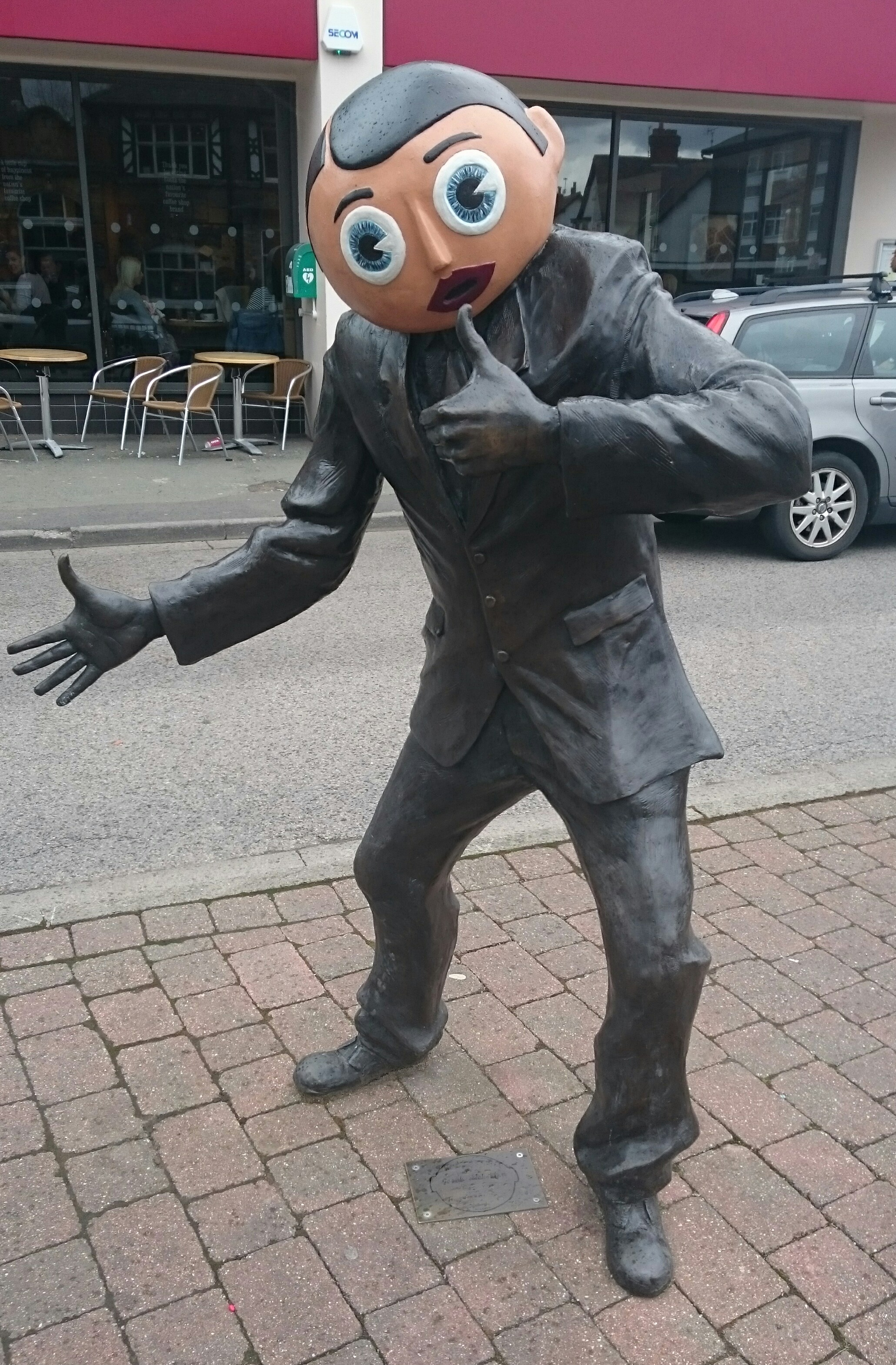
科林·斯波福斯在廷珀利的法蘭克·塞德波頓雕像於2013年10月20 日揭幕。

克里斯·西維在2011年Chortle Awards上被追授特別評委獎。  2013年10月20日11時3分，科林·斯波福斯（Colin Spofforth）與克里斯的三個兒子及女兒在廷珀利一同為法蘭克·塞德波頓雕像揭幕，其時間是參考該人物的一句口頭禪。雕像底部的牌匾上寫着：
紀念克里斯·西維，1955-2010。法蘭克·塞德波頓的創造者。“只要我凝視著廷珀利的日落，我就在天堂裡”

（In memory of Chris Sievey, 1955-2010. Creator of Frank Sidebottom. "As long as i gaze on timperley sunset i am in paradise"）

## 逝世與遺產
Sievey 于 2010 年 5 月被诊断出患有癌症， 并于 2010 年 6 月 21 日在威森肖医院去世，享年 54 岁，当时他在大曼彻斯特黑尔的家中昏倒。   Sievey 留下了一个女儿 Asher 和两个儿子：Stirling 和 Harry (1992-2017)。 据报道，在西维几乎身无分文去世并面临由国家拨款提供的穷人葬礼之后， 各种社交网站上的草根运动在几个小时内筹集了 6,500 英镑。上诉于 6 月 28 日星期一结束，来自 1,632 笔捐款的最终余额为 21,631.55 英镑。 
克里斯·西維的葬禮於2010年7月2日在奧爾特靈厄姆火葬场举行。他的家人、朋友和前同事有200多人參加了這場私人儀式。 
2019年4月宣布，英國政府通信總部已經破解了克里斯·西維在其法蘭克·塞德波頓書籍和錄音邊界周圍留下的隱藏密碼和訊息。 

### 電影
2014年，一部關於克里斯·西維的生平和藝術的長篇紀錄片《法蘭克的B面人生》（Being Frank: The Chris Sievey Story）宣佈並於2019年3月發行，紀錄片由史蒂夫・蘇利文（Steve Sullivan）執導，並通過Kickstarter集資成功獲得資金。這部紀錄片記錄了克里斯·西維的整個人生，包括他的大新鮮樂團和他創作的法蘭克·塞德波頓角色，並採訪了克里斯·西維的許多家人和同事，以及獨家曝光了克里斯·西維私人的家庭電影、日記、筆記簿、道具和服裝。 

## 唱片目錄

### 獨唱（作為克里斯·西維）

#### 專輯
| 年份   | 專輯名稱                                     | 廠牌     | 備註                                     |
| ------ | -------------------------------------------- | -------- | ---------------------------------------- |
| 1975年 | 穿藍色牛仔褲的女孩（Girl in My Blue Jeans）  | Hey Boss |                                          |
| 1976年 | 所有睡眠的秘密（All Sleeps Secrets）         | Razz     | 後來由大新鮮樂團（the Freshies）重新發行 |
| 1985年 | 約翰尼·雷達的故事（The Johnny Rader Storyt） | 11:37    | 與大新鮮樂團合作                         |
| 1986年 | 大記錄（Big Record）                         | Cordelia |                                          |

#### 單曲
| 年份   | 專輯名稱                                                                                          | 廠牌     | 備註                           |
| ------ | ------------------------------------------------------------------------------------------------- | -------- | ------------------------------ |
| 1979   | 同一個女孩的最後一個/兩個（Last / Two of the Same Girl）                                          | Rabid    |                                |
| 1980   | 嘿（Hey）                                                                                         | Razz     | Split 7-inch with the Freshies |
| 1981年 | 如果你真的愛我，買件襯衫給我／我是海象（If You Really Love Me, Buy Me a Shirt / I Am the Walrus） | CV Songs | 與大新鮮樂團合作               |
| 1983年 | 偽裝（Camouflage）                                                                                | EMI      | A面是一首歌，B面是電腦程式     |

#### 迷你專輯
| 年份   | 專輯名稱                         | 廠牌   | 備註                                                                  |
| ------ | -------------------------------- | ------ | --------------------------------------------------------------------- |
| 1978年 | 親吻（Baiser）                   | Razz   | Split 7 inch with the Freshies                                        |
| 1980   | 紅色印度音樂（Red Indian Music） | Razz   |                                                                       |
| 1982年 | 詆毀現狀（Denigration Now）      | Razz   | 迷你專輯樣帶，贈送給粉絲俱樂部成員                                    |
| 1984年 | 無標題（Untitled）               | Virgin | 與大新鮮樂團合作；宣傳用迷你專輯，旨在宣傳《商業》（The Biz）電子遊戲 |
| 1985年 | 五首歌曲（Five Songs）           | 11:37  |                                                                       |

#### 影片
- 詆毀現狀（Denigration Now）錄影帶影片（1982），Razz

#### 電子遊戲
- 飛行列車（Flying Train）EMI（1983） [56]
- 商業（The Biz） Virgin Games（1984）[56]

### 法蘭克·塞德波頓

#### 影片
- 《法蘭克·塞德波頓的神奇棚屋秀》（Frank Sidebottom's Fantastic Shed Show）（1992）
- 《法蘭克的世界》（Frank's World）（2007）

## 外部連結
- 克里斯·西維在互联网电影资料库（IMDb）上的資料（英文）
- Radio Timperley Podcasts （页面存档备份，存于）
- FranksWorld.co.uk Official site （页面存档备份，存于）
- Frank's Myspace （页面存档备份，存于）
- Little-Frank.co.uk
- Still from Frank movie （页面存档备份，存于）